# Ẓ̌
Cette page contient des caractères spéciaux ou non latins. S’ils s’affichent mal (▯, ?, etc.), consultez la page d’aide Unicode.
Ẓ̌, ẓ̌ en minuscule, appelé Z caron point souscrit, est une lettre latine additionnelle, composée d’un Z diacritée d'un caron et d’un point souscrit, et est utilisée dans l’écriture du wakhi.

## Représentations informatiques
Le Z caron point souscrit peut être représenté avec les caractères Unicode suivants :
- précomposé (latin étendu A)[1],[2] :

| formes    | représentations | chaînes de caractères | points de code | descriptions                                               |
| --------- | --------------- | --------------------- | -------------- | ---------------------------------------------------------- |
| capitale  | Ẓ̌               | Ẓ◌̌                    | U+1E92 U+030C  | lettre majuscule latine z point souscrit diacritique caron |
| minuscule | ẓ̌               | ẓ◌̌                    | U+1E93 U+030C  | lettre minuscule latine z point souscrit diacritique caron |

- décomposé (latin de base, diacritiques) :

| formes    | représentations | chaînes de caractères | points de code       | descriptions                                                           |
| --------- | --------------- | --------------------- | -------------------- | ---------------------------------------------------------------------- |
| capitale  | Ẓ̌               | Z◌̣◌̌                   | U+005A U+0323 U+030C | lettre majuscule latine z diacritique point souscrit diacritique caron |
| minuscule | ẓ̌               | z◌̣◌̌                   | U+007A U+0323 U+030C | lettre minuscule latine z diacritique point souscrit diacritique caron |